# العلاقات الأنغولية المارشالية
العلاقات الأنغولية المارشالية هي العلاقات الثنائية التي تجمع بين أنغولا وجزر مارشال.

## مقارنة بين البلدين
هذه مقارنة عامة ومرجعية للدولتين:
| وجه المقارنة                                              | أنغولا           | جزر مارشال                     |
| --------------------------------------------------------- | ---------------- | ------------------------------ |
| المساحة (كم2)                                             | 1.25 مليون       | 181                            |
| عدد السكان (نسمة)                                         | 29.78 مليون      | 53.13 ألف                      |
| الكثافة السكانية (ن./كم²)                                 | 23.82            | 29.35 ألف                      |
| العاصمة                                                   | لواندا           | ماجورو                         |
| اللغة الرسمية                                             | اللغة البرتغالية | لغة إنجليزية، اللغة المارشالية |
| العملة                                                    | كوانزا أنغولي    | دولار أمريكي                   |
| الناتج المحلي الإجمالي (بليون دولار)                      | 124.21 مليار     | 199.40 مليون                   |
| الناتج المحلي الإجمالي (تعادل القوة الشرائية) بليون دولار | 184.83 مليار     | 207.25 مليون                   |
| الناتج المحلي الإجمالي الاسمي للفرد دولار أمريكي          | 4.10 ألف         | 3.38 ألف                       |
| الناتج المحلي الإجمالي للفرد دولار أمريكي                 |                  | 3.80 ألف                       |
| مؤشر التنمية البشرية                                      | 0.533            |                                |
| رمز المكالمات الدولي                                      | +244             | +692                           |
| رمز الإنترنت                                              | .ao              | .mh                            |
| المنطقة الزمنية                                           | ت ع م+01:00      | ت ع م+12:00                    |

## منظمات دولية مشتركة
يشترك البلدان في عضوية مجموعة من المنظمات الدولية، منها:
| علم المنظمة | اسم المنظمة                                 | تاريخ انضمام أنغولا | تاريخ انضمام جزر مارشال |
| ----------- | ------------------------------------------- | ------------------- | ----------------------- |
|             | منظمة الشرطة الجنائية الدولية               | ?                   | ?                       |
|             | منظمة حظر الأسلحة الكيميائية                | ?                   | ?                       |
|             | مؤسسة التمويل الدولية                       | 19 سبتمبر 1989      | 23 سبتمبر 1992          |
|             | يونسكو                                      | 11 مارس 1977        | 30 يونيو 1995           |
|             | البنك الدولي للإنشاء والتعمير               | 19 سبتمبر 1989      | 21 مايو 1992            |
|             | مؤسسة التنمية الدولية                       | 19 سبتمبر 1989      | 19 يناير 1993           |
|             | الأمم المتحدة                               | 1 ديسمبر 1976       | 17 سبتمبر 1991          |
|             | مجموعة دول أفريقيا والكاريبي والمحيط الهادئ | ?                   | ?                       |
|             | الاتحاد الدولي للاتصالات                    | 13 أكتوبر 1976      | 22 فبراير 1996          |

## وصلات خارجية
- موقع وزارة الخارجية الأنغولية